# 성숙 억제제
성숙 억제제는 인체면역 결핍성 바이러스(HIV) 감염에 사용되는 항바이러스약물 계열 중 하나이다. 성숙 억제제는 바이러스의 증식과정을 저해한다. 특히 성숙과정 중 마지막 단계인 HIV-1 단백질 분해 효소가 gag 단백질의 전구체를 절단하는 과정에 관여하여 HIV-1 gag 단백질의 가공을 저해하는 방식으로 작용한다. 단백질 분해 효소 억제제 계열의 약물과는 다르게 성숙 억제제는 단백질분해효소(프로테아제)가 아닌 gag 단백질에 결합한다. 이러한  과정은 감염성이 없고, 미성숙하며 다른 세포들을 공격할 수 있는 능력이 떨어진 바이러스 조각들을 만들어낸다. 후천성면역결핍증을 치료하는데 사용되는 다른 억제제들과는 전혀 다른 방식으로 바이러스의 증식을 억제하기 때문에 이러한 성숙 억제제 계열의 약물은 내성을 가진 HIV 감염자들에 대한 바이러스 억제 효과 및 효력을 유지한다.

현재 시중에 나와 있는 성숙억제제 계열의 약물은 없으나 여러 약물 후보 물질에 대한 임상과정이 진행 중이다. 임상 과정에 처음으로 도입되어 사람에게 시험된 약물은 베비리맷트(bevirimat)이며 다른 하나는 MPC-9055(비베콘, vivecon)이다. 이 두 약물 모두 미리어드 제네틱스에서 개발되었으나 2010년에 성숙억제제 계열 약물 개발 프로그램을 중단하였다.